# سنجاب بیابانی اسپیریتو سانتو
سنجاب بیابانی اسپیریتو سانتو (نام علمی: Ammospermophilus insularis) نام یک گونه از سرده سنجاب‌های بیابانی است.